# Пылкое терпение (роман)
«Пылкое терпение» (исп. Ardiente paciencia), также известен под названиями «Почтальон» и «Почтальон Неруды» (исп. El Cartero De Neruda) — роман чилийского писателя Антонио Скармета, написанный в 1985 году и посвященный поздним эпизодам биографии классика чилийской литературы Пабло Неруды. Так как в стране в то время всё ещё правила хунта генерала Пиночета, фигурирующая в сюжете и преследовавшая любую оппозиционную литературу (сам писатель был вынужден бежать из Чили и укрылся в Западном Берлине), роман был издан в Великобритании и будет опубликован на испанском языке только в Испании и Аргентине.
Был экранизирован в 1994 году режиссёром Майклом Рэдфордом под названием «Почтальон», также по нему была поставлена одноимённая опера с Пласидо Доминго в роли Пабло Неруды (премьера состоялась в Опере Лос-Анджелеса в 2010 году).

## Сюжет
Повествование начинается в июне 1969 года в небольшой деревне Исла Негра на побережье Чили.
Робкий подросток Марио Хименес отказывается продолжать дело своего отца-рыбака и вместо этого по совету того устраивается работать почтальоном. К его сожалению, в деревне живут только неграмотные крестьяне, которые не знают, как писать письма, поэтому почта простаивает, но всё меняется после того, как в Исла Негра поселяется изгнанный за свою политическую деятельность поэт Пабло Неруда. Ему часто пишут поклонники его творчества, поэтому Марио ежедневно носит корреспонденцию, но не решается заговорить с знаменитым литератором, которого глубоко уважает. Наконец, он покупает томик его стихов и неуверенно просит автограф. 
Через некоторое время Марио набирается смелости, чтобы завязать разговор с Нерудой, который ожидает решения относительно своего номинирования на Нобелевскую премию по литературе, и, несмотря на неловкое начало, они в итоге становятся хорошими друзьями. Неруда замечает интерес Марио к поэзии и помогает ему развить его, обучая искусству применения метафор.
Вскоре Марио знакомится с Беатрис Гонсалес, дочерью местного бармена Розы. Он влюбляется в неё, но не в состоянии признаться в этом и преодолеть её отстранённость. Неруда, пользуясь своим влиянием, помогает им сблизиться друг с другом, к большому разочарованию Розы, которая всячески пытается препятствовать их встречам. Поэт пытается сдерживать её негативное отношение к Марио.
Коммунистическая партия Чили выдвигает Пабло Неруду кандидатом на пост президента страны на выборах 1970 года, что вынуждает его покинуть деревню, но вскоре он снимает свою кандидатуру в пользу своего друга и одного из лидеров блока «Народное единство» Сальвадора Альенде, благодаря чему так же поступают и остальные кандидаты, консолидированная поддержка избирателей которых приносит Альенде победу.
Спустя несколько месяцев встреч, Беатрис беременеет и Марио, к большому разочарованию Розы, женится на ней. Сенат Чили назначил Неруду послом во Франции, и, уезжая, он дает Марио сборник всех своих работ в кожаном переплете.
Правительство Альенде начинает ряд социальных программ, и в Исла Негру прибывают рабочие, которые прокладывают туда электричество. Бар Розы становится их столовой, и Марио устраивается туда поваром. Через несколько месяцев он получает подарок от Неруды — магнитофон Sony. Посол тоскует по дому и просит своего друга записать звуки с Чили. Среди прочего, Марио записывает слабое сердцебиение своего еще не родившегося ребенка.
Втайне Марио скопил достаточно денег, чтобы купить билет и приехать к Неруде в гости, но всё меняется, когда рождается его сын — он тратит эти деньги на него, хотя и очень хочет ещё раз встретиться с поэтом. Приходит сообщение, что Неруда был удостоен Нобелевской премии по литературе, и вся деревня отмечает это вечеринкой в ресторане.
Тем временем, обстановка в Чили ухудшается и Альенде отзывает Неруду из Парижа. Он возвращается в свой дом в Исла Негре, но из-за прогрессирующей болезни не может вернуться к активной деятельности. Журнал La Quinta Rueda устраивает конкурс стихов и Марио подумывает принять в нём участие, но не может встретиться с Нерудой и вместо стихотворения отправляет на конкурс написанный карандашом скетч о своём сыне.
Хунта заговорщиков организовывает военный переворот и захватывает власть в Чили. Президент Альенде убит, начинаются массовые расправы над его сторонниками. Войска заговорщиков прибывают в Исла Негру, чтобы расправиться и с Нерудой. Марио под видом почтальона, избегая внимания кружащихся над деревней вертолётов, пробирается в дом поэта и застаёт его умирающим в своей постели. Он читает ему телеграммы, в которых иностранные государства предлагают Неруде политическое убежище, но уже слишком поздно — Неруда понимает, что вскоре умрёт, и передаёт Марио свою последнюю работу. Его увозят на машине скорой помощи и через несколько дней поэт скончался в больнице.
Вскоре после смерти Неруды к Марио приходят солдаты под командованием генерала Лаббе, одного из руководителей мятежа. Он требует, чтобы тот сел в машину и проследовал на допрос. Марио подчиняется и, перед тем, как машина трогается с места, слышит по радио сообщение о закрытии ряда «подрывных журналов», в том числе и La Quinta Rueda.
В эпилоге автор беседует в кафе с одним из редакторов La Quinta Rueda, который смог бежать из Чили в Мексику. Он вспоминает, что скетч Марио был очень неплох, но не занял бы первое место на сорванном переворотом конкурсе. Когда автор спрашивает о том, известно ли беженцу что-либо о судьбе самого Марио, тот отвечает отрицательно. Автор заказывает чашку кофе, выпивает его и чувствует горький вкус.